# The Swarm (Thorpe Park)
Pour les articles homonymes, voir The Swarm (homonymie).
The Swarm sont des montagnes russes Wing Rider du parc Thorpe Park, situé à Chertsey dans le Surrey, en Angleterre, au Royaume-Uni. Ce sont les plus hautes montagnes russes de ce type en Europe.

## Historique

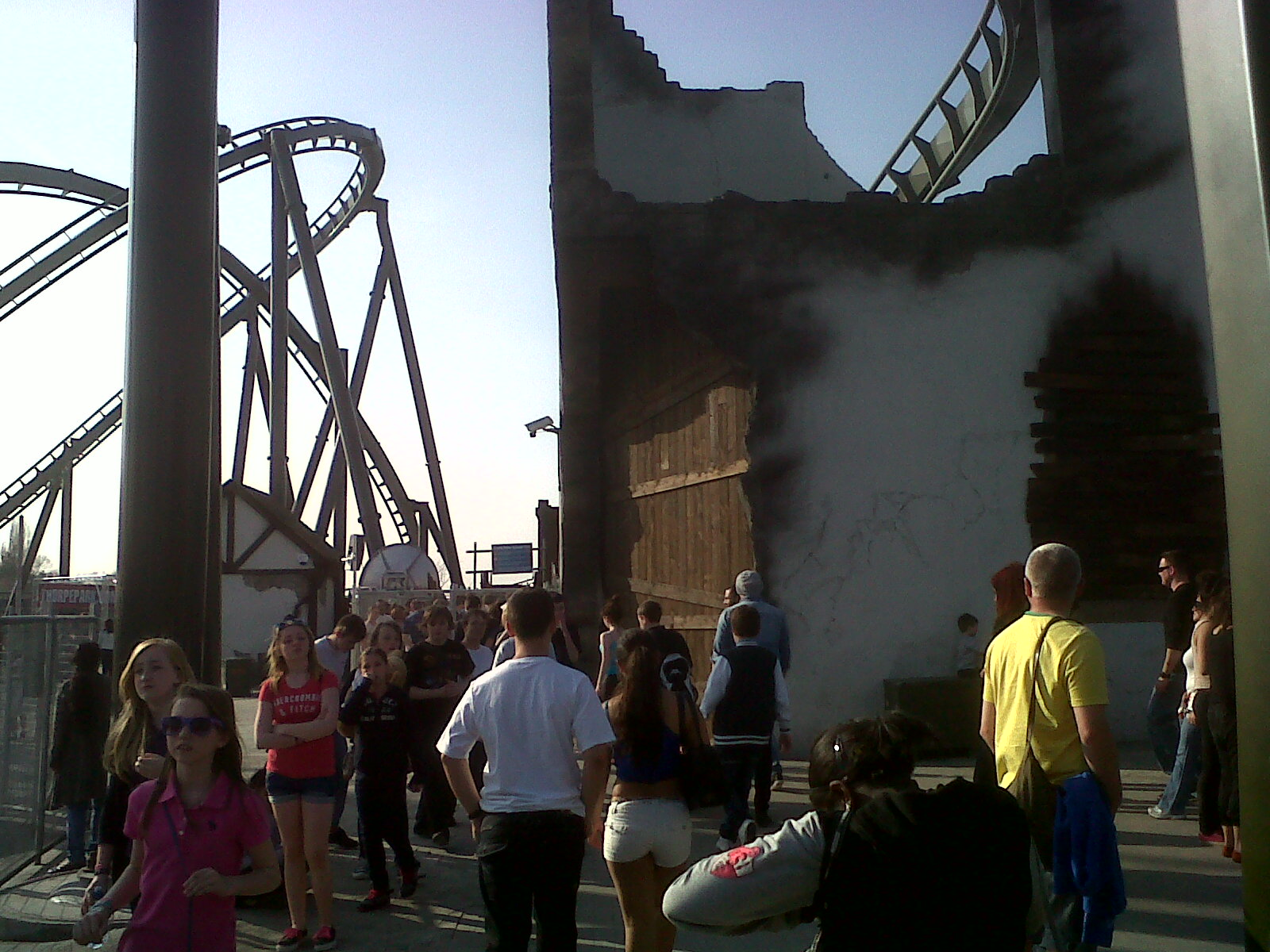
Partie de l'église détruite.

La construction de The Swarm a commencé en mai 2011, sous le nom de code Projet LC12, en référence au calendrier maya qui prévoirait une fin du monde en 2012. Elle a été annoncée officiellement le 1er août 2011. Le parcours a été terminé le 23 novembre 2011 et les tests ont commencé le 17 janvier 2012. L'ouverture a eu lieu le 15 mars.
Un sondage de 2024 sur les attractions préférées des britanniques a placé The Swarm à la 11ème place.

## Situation
The Swarm est situé sur une île à côté de Stealth et des parties du parcours sont au-dessus de l'eau. Un pont a été construit pour relier la partie principale du parc à l'île qui accueille l'attraction, avec sa gare et ses décors.

## Thème
Le scénario repose sur celui d'une monde provoqué par une attaque de créatures, potentiellement des aliens, en lien direct avec le calendrier maya et la fin du monde annoncée pour 2012. La zone est décorée comme si elle avait été partiellement détruite par des explosions et une catastrophe majeure. On y retrouve notamment un hélicoptère crashé, des morceaux d'avions ou encore un camions retourné. Ces trois éléments sont d'ailleurs de véritables anciens véhicules hors service.
Cependant, au fur et à mesure des années, beaucoup des effets spéciaux et audios liés à la thématisation ont cessé de fonctionner ou ont été retirés, tout comme certains éléments de décor.

## Parcours

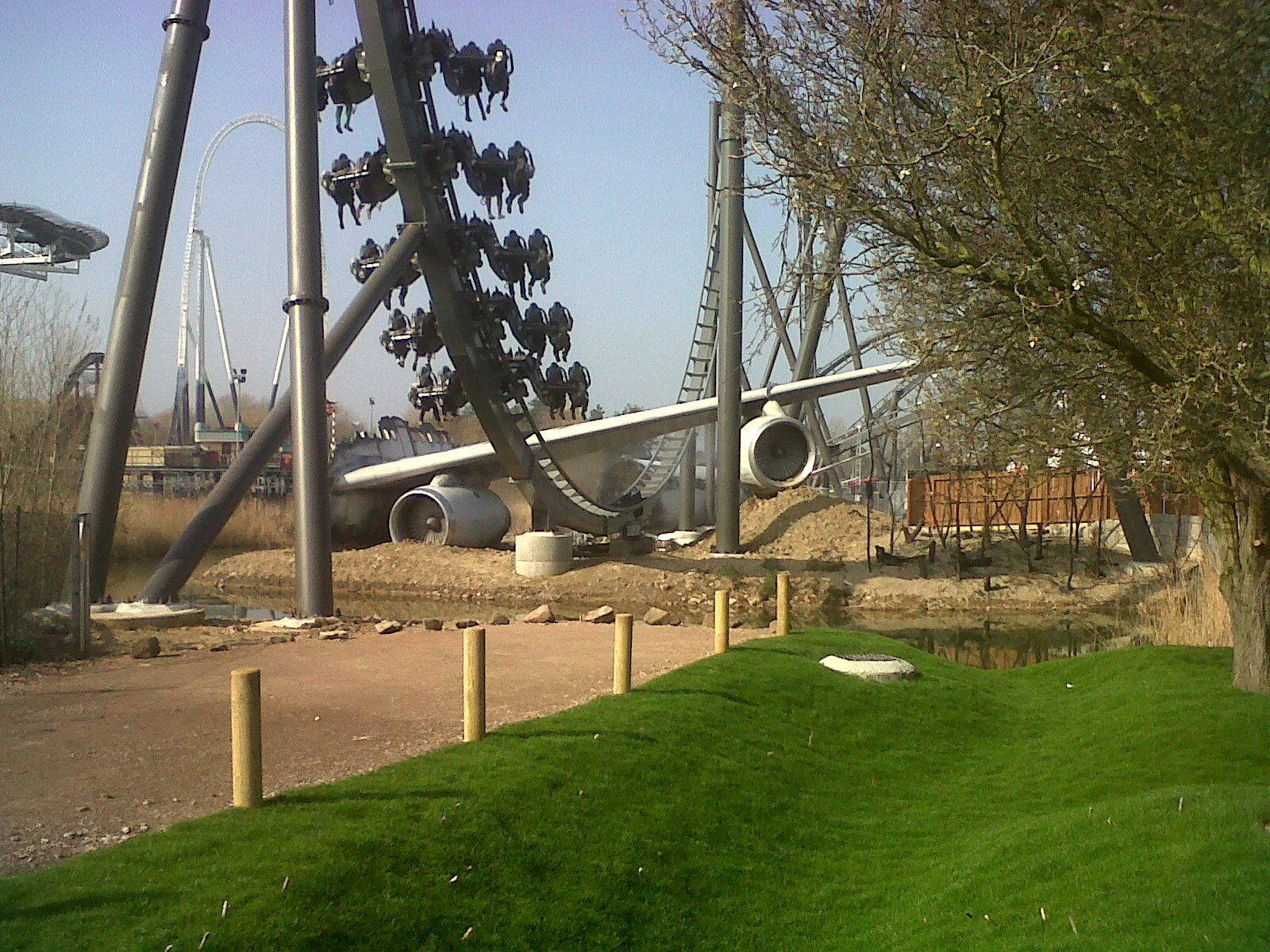
Train à l'approche d'un headchopper.

Le train quitte la gare, qui est une église endommagée, et monte un lift hill à chaîne d'une hauteur de 38,7 mètres. Au sommet du lift, les passagers sont inversés avant de plonger dans un demi-looping de façon similaire à un looping plongeant. Le train fait ensuite une descente sous un avion accidenté et un zero-G roll d'une hauteur de 30,6 mètres avant de faire un looping incliné haut de 23 mètres, après avoir traversé un panneau publicitaire endommagé. Il y a ensuite une courbe autour d'un hélicoptère accidenté, suivie d'un tire-bouchon qui passe à travers le looping incliné. Après le tire-bouchon, le train fait une courbe autour d'un engin en feu (effet désormais rarement fonctionnel) et d'une tour d'église partiellement détruite. Il entre ensuite dans un inline twist au dessus de l'église abandonnée du quai d'embarquement avant les freins finaux et le retour à la gare. Le tour dure 1mn25.

## Trains
The Swarm sont des montagnes russes Wing Rider. Les deux trains ont sept wagons d'un seul rang sur lequel deux personnes s'assiéront de chaque côté de la piste, pour un total de 28 passagers par train. Les trains sont décorés pour ressembler à des aliens. Les trains disposaient initialement de caméras embarquées permettant d'acheter la vidéo de son tour à la sortie de l'attraction, mais elles ont été retirées. De plus, de 2013 à 2016 les deux dernières rangées étaient positionnées dans le sens contraire de la marche, permettant d'expérimenter l'attraction en arrière.